# ÖBB 4855 sorozat

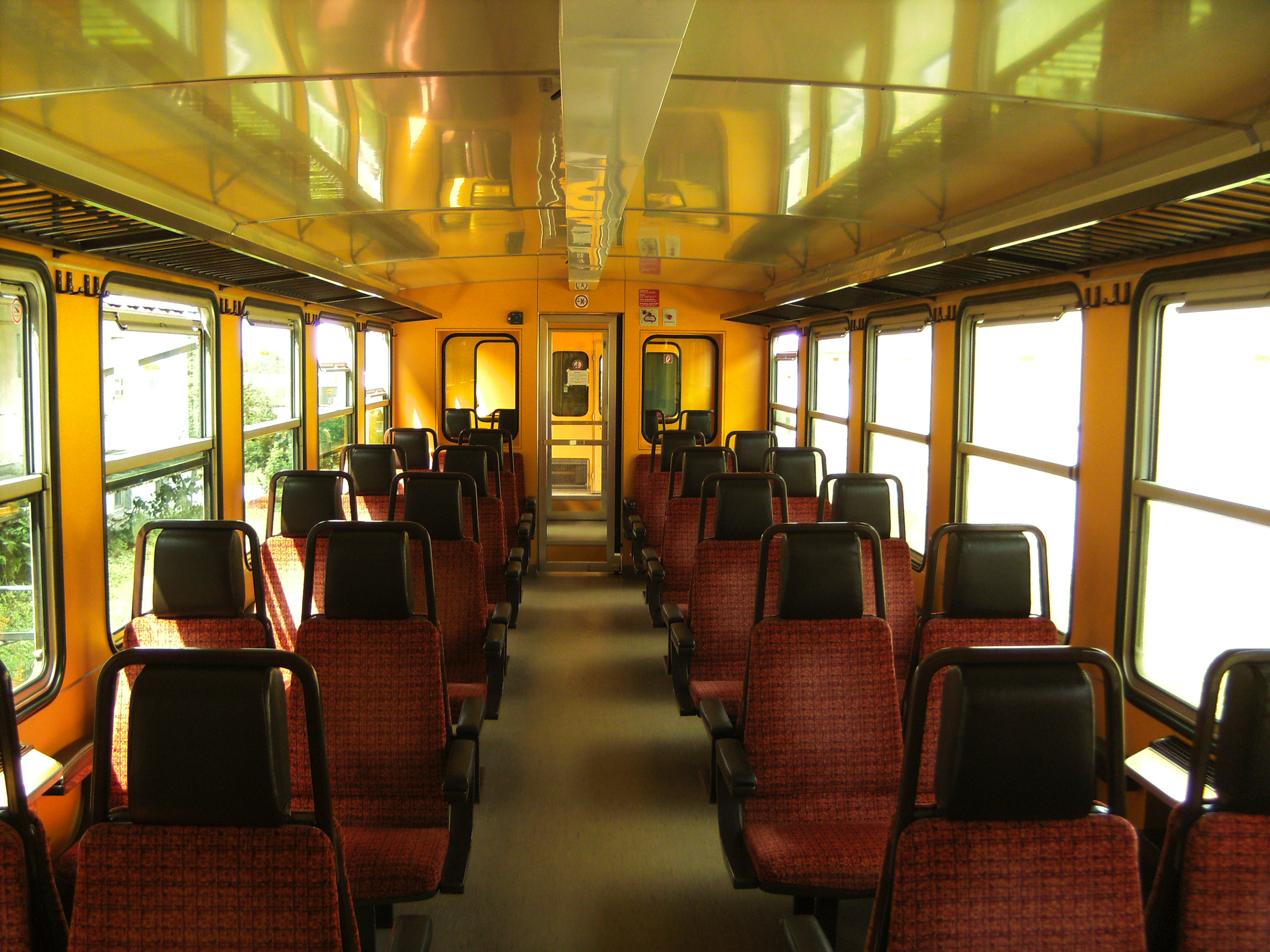
A motorvonat utastere

Az ÖBB 4855 sorozat egy osztrák kétáramnemű villamosmotorvonat-sorozat. 1989-ben gyártott belőle 2 darabot a Knotz a Lokalbahn Lambach–Haag am Hausruck normál nyomtávolságú helyi vasút részére.